# DECA Games
DECA Games est un éditeur et développeur de jeux vidéo[Depuis quand ?] dont le siège est à Berlin, en Allemagne. 
L'objectif principal de la société est l'acquisition et l'exploitation de jeux gratuits plus anciens. Ils sont les propriétaires et développeurs actuels du jeu de tir en ligne massivement multijoueur Realm of the Mad God,. La société a également acquis un certain nombre de jeux mobiles gratuits, y compris DragonVale et plusieurs titres de l'éditeur japonais GREE (y compris Crime City, Knights and Dragons, Modern War et Kingdom Age).  
En août 2020, la société a été acquise par Embracer Group, qui en a fait le sixième groupe opérationnel majeur de la société à se concentrer sur les jeux mobiles gratuits, un domaine dans lequel Deca Games possède une expertise,.